# Худяков, Михаил Георгиевич
Михаи́л Гео́ргиевич Худяко́в (3 сентября 1894 или 3 [15] сентября 1894, Малмыж, Вятская губерния — 19 декабря 1936, Ленинград) — советский археолог, исследователь истории и культуры народов Поволжья. Основные работы посвящены истории татар, Волжской Болгарии, археологии Казани.

## Биография
Родился в небольшом городке Малмыже, в Вятской губернии, в родовитой и обеспеченной русской купеческой семье. Окончил 1-ю казанскую гимназию с золотой медалью (1906—1913), обучался на историко-филологическом факультете Казанского университета (1913—1918). В 1918—1924 годах работал в Казани: преподавателем школы, библиотекарем Общества истории, археологии и этнографии при Казанском университете, с 1919 года — хранителем археологического отделения, затем заведующим историко-археологическим отделом губернского музея, преподавал в Северо-Восточном археологическом и этнографическом институте. С 1920 работал также в музейном отделе Народного комиссариата просвещения Татарской АССР; один из организаторов и секретарей Научного общества татароведения. Участвовал в организации музея в родном Малмыже. В 1920-х годах опубликовал ряд историко-этнографических и археологических работ по истории тюркских и финно-угорских народов региона. Особую роль играют «Очерки по истории Казанского ханства», напечатанные в 1923 году.
Работа Худякова была одной из первых работ русских историков посвященных Казанскому ханству, история которого в трудах выдающихся историков предшествующего поколения рассматривалась исключительно в контексте русской истории. Его взгляд отличался от работ предыдущих авторов тем, что автор симпатизирует татарскому народу и показывает политику Московского государства, как захватническую и колониальную. Вместе с тем он старается сохранить научную объективность. В своей работе автор выразил благодарность ряду востоковедов, которые, видимо, в какой-то мере разделяли его концепции: Гаязу Максудову и Г. С. Губайдуллину, Н. Н. Фирсову, М. И. Лопаткину, С. Г. Вахидову.
В 1923 году по обвинению в национализме был осужден видный большевик М. Х. Султан-Галиев и распущено правительство автономии, некоторые члены которого отказались осудить Султан-Галиева. После этих событий Худяков покидает Казань. С 1925 году он жил и работал в Ленинграде как научный сотрудник Государственной публичной библиотеки. В 1926—1929 годах учился в аспирантуре Государственной академии истории материальной культуры (ГАИМК). В 1927 году принял участие в работах Средневолжской экспедиции в Чувашии. В течение 1920-х годов записывал удмуртский эпос. С 1929 преподавал в Ленинградском университете, с 1931 доцент ЛИЛИ и Ленинградского института философии, литературы и истории (ЛИФЛИ). В 1929—1933 годах состоял учёным секретарём и научным сотрудником Комиссии по изучению племенного состава населения СССР при АН СССР. С 1931 года — научный сотрудник 1-го разряда ГАИМК (институт доклассового общества), с 1933 переходит в сектор феодальной формации. В 1930—32 годах против него были выдвинуты критические обвинения в «султангалиевщине» и «тюркском национализме», которые ограничились публичными «проработками». В 1931 году принял участие в «критике» арестованного археолога С. И. Руденко. Активно пропагандировал пользующийся официальной поддержкой марризм. В 1936 году без защиты диссертации ему была присвоена учёная степень доктора исторических наук и звание действительного члена Института доклассового общества ГАИМК.
9 сентября 1936 года арестован Управлением НКВД Ленинградской Области по статье 58-8, 11 УК РСФСР как «активный участник контрреволюционной троцкистско-зиновьевской террористической организации». 19 декабря 1936 выездной сессией ВК ВС СССР приговорен к высшей мере наказания, с конфискацией всего личного имущества. Расстрелян в тот же день в Ленинграде.
Труды М. Г. Худякова были запрещены и изъяты из библиотек.
В 1950 году Ш. Ф. Мухамедьяров вернул в научный оборот имя Худякова, дав ему характеристику как представителю «старой буржуазной историоrрафии, порой допускавшему грубые извращения природы политической надстройки в классовом обществе».
В июне 1957 году определением военной коллегии Верховного Суда СССР М. Г. Худяков было реабилитирован, однако более 30 лет его труды не переиздавались и оставались недоступными широкому кругу исследователей.
Первым шагом по возвращению его трудов из безвестности явились публикации на татарском языке некоторых его работ («Очерков…» и отдельных статей) на страницах молодёжного журнала «Идель» начиная с 1989 года. Повторное издание книги вышло в 1991 года и впоследствии неоднократно переиздавалось.

## Роль в науке
«Принципиальное значение имеет то, что автор, будучи русским историком, впервые выступил с решительной апологетикой Казанского ханства, назвав его уничтожение актом жестокой колониальной политики, приведшей татарский народ к национальной траrедии», — говорится в посвящённой Худякову диссертации Ф. А. Байрамовой (Казань, 2006). Худякова называют первооткрывателем комплексного изучения Казанского ханства, незаслуженно забытым и возвращённым к читателям и научной общественности усилиями татарской интеллигенции.
Наставник Худякова, профессор Казанского университета Н. Н. Фирсов положительно оценил труд ученика, однако указал, что «автор недостаточно отчетливо выяснил вопрос о государственном строе Казанского ханства, что в этом строе общего с Золотой Ордой, Астраханскими и Казанскими ханствами и что нужно отнести на счет местных, стародавних болгарских устоев».
С Худяковым полемизировал тюрколог С. Г. Порфирьев, который счёл сочинение коллеги тенденциозным и заказным: «появилась книга при условиях исключительно благоприятных — и Казанский университет, и старейшие ученые общества Казани лишены в наше время возможности изложить хотя бы одну страницу своих исторических трудов».
Профессор Государственной Академии истории материальной культуры С. Н. Быковский отметил тщательность подхода Худякова к работе с источниками.
Профессор МПГУ, доктор исторических наук В. А. Волков объясняет популярность Худякова в Татарстане тем, что он целиком встал на татарскую сторону, представляя Русь как немотивированного агрессора и угнетателя. «Он оказался очень созвучен идеям, звучавшим в то время в большевистской среде, искавшей опору в националистах для борьбы с белой опасностью и великодержавным шовинизмом», — отмечает историк.

## Память
Его имя носит улица в Вахитовском районе Казани.

## Сочинения
- Китайский фарфор из раскопок 1914 г. в Болгарах. ИОИАЭКУ. 1919. Т. 30, вып. 1. С. 117—120
- Болгар. Выставка культуры народов Востока. Казань, 1920. С. 10-22 (совместно с З. З. Виноградовым)
- Старое — юно. КМВ. 1920. № 1/2. С. 24-28
- К истории казанского зодчества. КМВ. № 5/6. С. 17-36
- Мусульманская культура в Среднем Поволжье. Казань, 1922
- Очерки по истории Казанского ханства. Казань, 1923
- Татарское искусство. Вестник знания. 1926. № 2. С. 125—130
- Каменный век в Китае. Наука и техника. 1926. № 5. С. 6-7
- Краткий отчет о раскопках в Вятской губернии. Сообщения ГАИМК. 1929. Т. 2. С. 198—201
- К вопросу о датировке булгарских зданий. Материалы по охране, ремонту и реставрации памятников ТатАССР. 1930. Вып. 4. С. 36-48
- Татарская Казань в рисунках XVI столетия. ВНОТ. 1930. № 9/10. С. 45-60
- Сущность и значение яфетидологии. ГАИМК. 1931. Образовательная библиотека ГАИМК № 1
- Критическая проработка руденковщины. СЭ. 1931. № 1/2. С.167-169
- К вопросу о кромлехах. Сообщения ГАИМК (Государственная Академия истории материальной культуры). 1931. № 7. С. 11-14
- К вопросу о пермском зверином стиле. Сообщения ГАИМК. 1931, № 8. С. 15-17
- Финская экспансия в археологической науке. ообщения ГАИМК, 1931, № 11/ 12. С. 25-29
- Казань в XV—XVI столетиях. Материалы по истории Татарской АССР: (Писцовые книги города Казани в 1565-68 гг. и 1646 г.). Л., 1932. С. VII—XXV
- Этнография на службе у классового врага. (Библиотека ГАИМК, 11). Л., 1932 (совместно с С. Н. Быковским и А. К. Супинским)
- Археология в приволжских автономных областях и республиках за 15 лет. ПИМК. 1933. № 1/2. С. 15-22
- Дореволюционная русская археология на службе эксплуататорских классов. Л., 1933
- Культ коня в Прикамье. ИГАИМК. 1933. Вып. 100. С. 251—279
- Дореволюционное сибирское областничество и археология. ПИДО. 1934. № 9/10. С. 135—143
- Культово-космические представления в Прикамье в эпоху разложения родового общества: («Солнце» и его разновидности). ПИДО. 1934. № 11/12. С. 76-97
- Археологи в художественной литературе. ПИДО. 1935. № 5/6. С. 100—118
- Графические схемы исторического процесса в трудах Н. Я. Марра. СЭ. 1935. № 1. С. 18-42
- 25-летие научной деятельности П. С. Рыкова. СЭ. 1935. № 2. С. 155—158
- Очерк истории первобытного общества на территории Марийской области: Введение в историю народа мари. Л., 1935 (ИГАИМК. Вып. 31)
- Пережитки группового брака и матриархата в Поволжье: (У мари и удмуртов). Труды ИАЭ АН СССР. 1936. Т. 4. С. 391—414
- Песнь об удмуртских батырах: (Из народного эпоса удмуртов). Проблемы эпической традиции удмуртского фольклора и литературы. Устинов, 1986. С. 97-132
- Очерки по истории Казанского ханства. М., 1991
- Hockerbestattungen im Kasanischen Gebiet. Eurasia Septentrionalis antiqua. T. 1. Helsinki, 1927. S. 95-98.